# منعكس الموتر للرقبة غير المتناظر

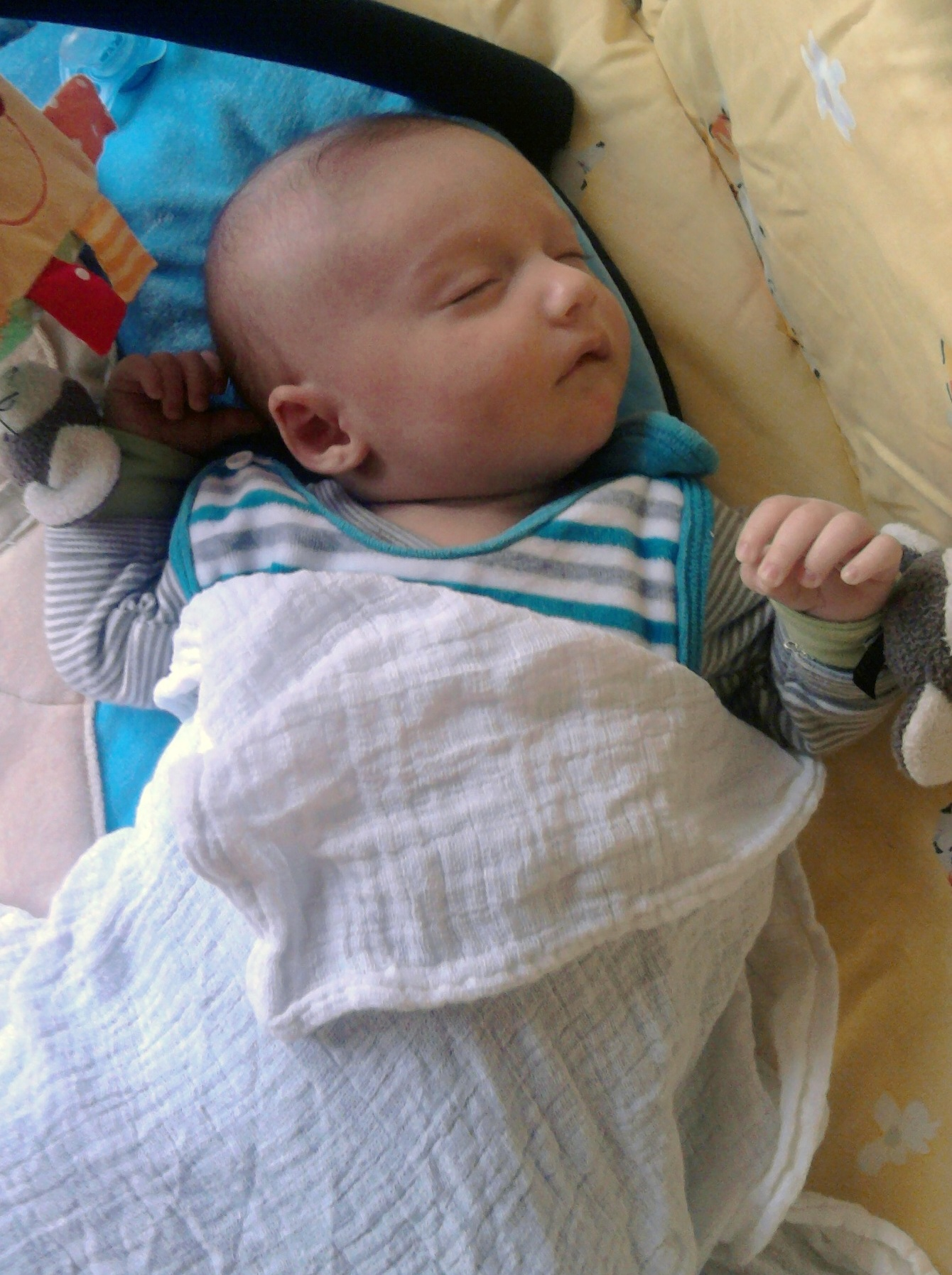

المنعكس الموتر للرقبة غير المتناظر (ATNR) عبارة عن منعكس بدائي يظهر لدى البشر حديثي الولادة، إلا أنه غالبًا ما يختفي بعد وصول الطفل إلى عمر ستة أشهر.
ويطلق عليه كذلك اسم "منعكس المبارزة"، بسبب سمات وضع ذراعي ورأس الطفل، والتي تشبه المبارز المدرب بشكل كلاسيكي. وعندما يتم تحويل الوجه إلى أحد الجانبين، يتم فرد الذراع والساق في الجانب الذي يتم تحويل الوجه إليه، في حين تسترخي الذراع والساق الموجودة في الجانب المعاكس.
ويمكن أن يشير تواجد المنعكس الموتر للرقبة غير المتناظر، بالإضافة إلى غير ذلك من المنعكسات البدائية، مثل المنعكس التيهي الموتر (TLR) إلى أن الطفل يعاني من تأخر تنموي، وحينها يكون المنعكس تناظريًا أو غير عادي. على سبيل المثال، في الأطفال الذين يعانون من الشلل الدماغي، يمكن أن تدوم المنعكسات ويمكن أن تظهر بشكل أشد أيضًا. وكون المنعكس الموتر للرقبة غير المتناظر والمنعكس التيهي الموتر منعكسات غير طبيعية، فإنها يمكن أن تسبب مشكلات للطفل أثناء النمو. ويعيق المنعكس الموتر للرقبة غير المتناظر والمنعكس التيهي الموتر أنشطة مثل التدحرج أو تجميع اليدين معًا أو حتى رفع اليدين إلى الفم. ومع مرور الوقت، يمكن أن يؤدي المنعكس الموتر للرقبة غير المتناظر والمنعكس التيهي الموتر إلى تضرر مفاصل وعظام الطفل أثناء النمو. ويمكن أن يسبب المنعكس الموتر للرقبة غير المتناظر انحناء العمود الفقري (الجنف). ويمكن أن يؤدي المنعكس الموتر للرقبة غير المتناظر والمنعكس التيهي الموتر إلى انزلاق عظم الفخذ (الخلع الجزئي) أو الخلع الكامل مأخذ الورك (رضة مفصل العظم). وعندما تدوم المنعكسات غير الطبيعية في الطفل، فإن التدخل المبكر المشتمل على العلاج البدني المكثف قد يفيد في تلك الحالة.
وتحدث استجابة المبارزة لدى الكبار نتيجة للقوى الميكانيكية التي تحدث على الرأس، والتي تكون مقترنة بشكل نموذجي برياضات التلاحم. وتكون استجابة المبارزة عابرة وتشير إلى استخدام قوة معتدلة على جذع الدماغ، مما يؤدي إلى ظهور إصابات في الدماغ.